# Манчестър (лек крайцер, 1937)
Вижте пояснителната страница за други значения на Манчестър.
Манчестър (на английски: HMS Manchester (C15)) е лек крайцер на британския Кралски флот, от времето на Втората световна война от втората серия крайцери тип „Таун“. Заложен е на 28 март 1936 г., спуснат на вода на 12 април 1937 г. и влиза в експлоатация на 4 август 1938 г. Корабът има кратка, но много наситена бойна кариера.
Крайцерът участва във Втората световна война. В патрулите в Индийския океан, Норвежката операция, сраженията в Средиземно море, Арктическите конвои. В хода на боевете е сериозно повреден от италианските торпедоносци. Потопен е от италиански торпедни катери по време на провеждане на конвой за Малта.
Девизът на кораба е: „Sapere aude“ – „Осмелете се да бъдете мъдри“.
За времето на своята служба крайцерът получава 4 звезди за бойни отличия (Норвегия – 1940 г.; Битката при нос Спартивенто – 1940 г.; Арктическите конвои – 1942 г.; Малтийските конвои 1941 – 1942 г.)

## История на службата

### Предвоенен период
След влизането му в строй крайцерът, през септември 1938 г., влиза в състава на 4-та крайцерска ескадра, базирана в Източноиндийската станция. В периода ноември – декември 1938 г. заедно с ескадрата осъществява пътуване по Индийския океан.

## Втора световна война
Началото на Втората световна крайцерът посреща в Индийския океан, извършвайки през септември няколко излизания за прихващане на немски съдове и възможни търговски рейдери. По-късно осъществява защитата на собствената търговия в триъгълника: Коломбо – Бомбай – Аден.
През октомври е решено превеждането на крайцера в 18-та крайцерска ескадра в Метрополията, където крайцерът и се насочва на 14 октомври през Средиземно море. На 25 ноември крайцерът пристига в Портсмът и веднага влиза за ремонт.

### В състава на флота на Метрополията
С края на ремонта на 21 декември крайцерът минава изпитания и се насочва за Скапа Флоу. На 24 декември той влиза в състава на базираната там 18-та ескадра.
В течение на януари 1940 г. крайцерите от ескадрата излизат в Атлантика за прихващане на немските търговски съдове при Северозападните подходи и насочващи се в Северно море.
През февруари крайцерът влиза в състава на Северния патрул. На 21 февруари по време на търсенето на блокадопробивачи заедно с разрушителя Kimberley прихваща немския товарен съд Wahehe (операция WR). Съдът е пленен. През март крайцерът става флагмански кораб на ескадрата.

### Норвежка операция
В началото на април крайцерът отплава като част от конвоя ON-25, насочващ се за Норвегия за влизането на британски войски в тази страна. Но едновременно с британската започва и немската операция, цел на която е бързата и пълна окупация на Норвегия. На 8 април „Манчестър“ съвместно с крайцера Southampton, разрушителите Janus, Javelin, Grenade и Eclipse се отделя от ескорта за присъединяване към Флота на метрополията.
На 9 април Флотът на метрополията е подложен на атаката на немски бомбардировачи. Това първо бойно стълкновение на флота в открито море с вражеската авиация изяснява множество недостатъци, а от бомбите загива разрушителят Gurkha.
След това „Манчестър“ заедно с крайцерите Glasgow, Sheffield и Southampton в съпровождение на 7 разрушителя е насочен за атаката над немски кораби, по съобщения пристигнали в Берген. След безуспешни издирвания по вътрешните пътища на норвежките фиорди, крайцерите се присъединяват към флота и заедно с него отплават за Скапа Флоу за зареждане и попълване на боеприпасите.
На 12 април заедно с крайцерите Birmingham и Cairo под прикритието на разрушители ескортира военния конвой NP1 с десантни войски за Нарвик (Операция Rupert/R4).
На 14 април заедно с крайцерите Birmingham и Cairo под прикритието на разрушителите Vanoc, Whirlwind и Highlander ескортира войсковите транспорти Empress of Australia и Chobry в прехода им до Намсос. По-късно крайната точка на плаването е изменена на Lillesjona поради въздушната заплаха и дефицита на разтоварващи средства в залива на Намсос (Операция Maurice). На 15 април войските са преместени на разрушителите за последващо стоварване, а крайцерите се насочват за Розайт, където пристигат на 19 април.
На 21 април на крайцера в Розайт започват да се качват войските на 15-а пехотна бригада. А на 22 април „Манчестър“ заедно с крайцерите Birmingham и York и разрушителите Acheron, Arrow и Griffin, се насочва за Ондалснес (Норвегия). На 25 април стоварват войските, които са усиление на „Sickle Force“.
На 26 април крайцерът излиза в морето за поддръжка на операциите на разрушителите при Тронхайм. На 28 април се насочва за Скапа Флоу за попълване на припасите, с цел продължение на операците при норвежкото крайбрежие.
На 1 май, заедно с крайцерите Birmingham и Calcutta, „Манчестър“ предприема евакуацията на войските от Andalsnes. Евакуируемите войски се пренасочват на крайцерите от брега с разрушителите Diana, Delight, Inglefield, Somali и Mashona.
На 10 май излиза от Скапа Флоу заедно с крайцера Sheffield за прикритие на прехода на повредения в бой с немските торпедни катери разрушител Kelly в устието на река Тайн.

### Противодесантни операции
На 26 май е преведен в Хъмбър заедно с крайцерите Sheffield и Birmingham за участие в противодесантните операции. През юни за същите цели е преведен в Розайт, а през юли влиза за ремонт на Портсмътските стапели. След края на ремонта, на 31 август, се връща в Хамбър в състава на 18-та ескадра. В течение на септември предприема походи в Северно море за ескортиране на конвои и противодесантни патрулирания.
От 4 октомври е пребазиран в Скапа Флоу.
На 9 октомври заедно с 5-та флотилия разрушители прикрива линкора Revenge, докато той предприема обстрел над Шербур.

### Командировка в Средиземно море
През ноември крайцерът е избран в качеството на подкрепление за Средиземноморския флот и на 15 ноември се насочва в съпровождение на разрушителите Jaguar и Kelvin към този театър с отбиване през Гибралтар.

#### Операция „Collar“
В Гибралтар „Манчестър“, съвместно с крайцера Southampton образувайки Съединение „F“ натоварват на 23 ноември на борда си 1370 души персонал на RAF и съставят близкото прикритие на конвоя от 3 съда за Малта и за залива Суда. Така започва операция Collar.
В хода на операцията крайцерът участва в боя при нос Спартивенто и след това успешно доставя своя товар в Малта.
На 8 декември крайцерът, заедно с разрушителите Kashmir, Kelvin, Jersey и Jupiter, отплава от Гибралтар и се насочва за Плимът, където и пристига на 11 декември, след което има преход до Скапа Флоу, пристигайки там на 13 декември.

### Завръщане в северни води
От януари до март крайцерът се ремонтира в Тайн. По време на ремонта, на крайцера е поставен радар за въздушно наблюдение Тип 279.
На 18 април след завършването на ремонта крайцерът се съединява с флота и отново влиза в състава на Северния патрул, заедно с крайцерите Birmingham и Arethusa.
На 6 май крайцерът прикрива корабите на минния дивизион, изпълняващ минирането на Северния бараж (Операция SN9A).
На 7 май по време на патрулирането, съвместно с крайцерите Edinburgh и Birmingham и 4 разрушителя, пленява немския метеорологичен съд Munchen. Немският капитан успява да унищожи шифровъчната машина Енигма, но британските моряци от разрушителя Somali успяват да се доберат до роторите ѝ и шифровъчните книги към нея. С разрушителя Nestor те са изпратени във Великобритания.

#### В търсене на „Бисмарк“
На 22 май крайцерът патрулира на линията между Исландия и Фарьорските острови съвместно с крайцерите Arethusa и Birmingham в издирване на немския линкор „Бисмарк“, пробиващ си път към просторите на Атлантика. На 24 май след потопяването на линейния крайцер „Худ“, патрулира североизточно от Исландия заради завръщането на „Бисмарк“ в Датския пролив.
На 3 юни крайцерът се връща в Скапа Флоу.

### Завръщане в Средиземно море
На 2 юли крайцерът е решено да бъде съпровождение на поредния конвой за Малта и на 11 юли той отплава за Гибралтар съвместно с линкора Nelson, крайцерите Edinburg и Arethusa, прикривани от разрушители на Флота на метрополията.

#### Торпедно попадение
На 21 юли крайцерът заедно с крайцерите Edinburgh, Arethusa и минния заградител Manxman образуват Съединение „X“, което съставлява ескорта на конвоя за Малта под прикритието на Съединения „H“: линейния крайцер Renown, линкора Nelson, самолетоносача Ark Royal крайцера Hermione и разрушители (Операция Substance).
На 23 юли съединенията са подложени на въздушна атака и „Манчестър“ получава торпедно попадение в десния борд в района на котелното отделение. Крайцерът е принуден да се насочи за ремонт в Гибралтар на един гребен вал, под прикритието на разрушителите Avon Vale, Vidette, Vimy и Wishart.
На 26 юли влиза за ремонт в Гибралтар и в течение на целия август се готви за преход към САЩ.

#### Ремонт в САЩ
На 17 септември крайцерът заедно с разрушителя Firedrake се насочват за САЩ. До 25 градуса западна дължина те са съпровождани от разрушителя Heythrop. На 23 септември той пристига там и влиза за ремонт във Филаделфийската военноморска корабостроителница. Ремонтът продължава до март 1942 г. В хода му са изпълнени подготовителните работи за поставяне на допълнително радиолокационно оборудване.
На 3 март крайцера, с края на изпитанията, се насочва за провеждане на бойната подготовка към Бермудите, след което отплава за метрополията, в Портсмът. В Портсмът в течение на април на крайцера е поставено радиолокационното оборудване. Поставени са радар за управление на огъня на главния калибър и тежката зенитна артилерия Тип 284 и Тип 285, а също и най-новия надводен 10-сантиметров радар тип 273.

### И отново вХоум Флийт
На 2 май крайцерът отново се присъединява към флота в Скапа Флоу.
На 1 юни крайцерът прикрива минно-заградителна ескадра в поставянето на мини на Северния бараж (Операция SN72).
На 25 юни крайцерът съвместно с разрушителя Eclipse доставят припаси и персонал за усилване на гарнизона на Шпицберген (Операция Gearbox).
На 3 юли крайцерът, заедно с британски (Duke of York), и американски (Washington) линкори, самолетоносача Victorious, крайцерите Cumberland и Nigeria, осъществява далечното прикритие на знаменития конвой PQ-17. След разгрома на конвоя крайцерът заедно с флота се връщат в Скапа Флоу.

### Средиземно море. Кръг трети
На 3 август „Манчестър“ заедно с крайцерите Nigeria и Kenya съставляват ескорта на поредния конвой за Малта (операция „Пиедестал“). Заедно с тях са и други кораби от флота на Метрополията: линкорите Nelson и Rodney, самолетоносачите Victorious и Furious в прикритие на разрушители. На 10 август крайцерът влиза в състава на Съединение „X“ заедно с крайцерите Nigeria, Kenya и Cairo и разрушители от Хоум Флийта. Съединението изпълнява прикритието на малтийския конвой и на прехода е атакувано от авиацията и подводниците на противника.
На 12 август през нощта, в района на остров Пантелерия, конвоят е атакуван от немски и италиански торпедни катери. „Манчестър“ получава две торпедни попадения от италианските MAS16 и MAS22. Торпедата попадат в средната част на кораба в десния борд, предизвиквайки наводняване на машинните отделения. В резултат на това могат да се използват само външните гребни валове. Крайцерът губи 12 души убити. Към утрото на 13 август във връзка с близкото местонахождение на крайцера до вражеския бряг изчезва надеждата да се спаси крайцера и да се докара до Гибралтар. Разрушителите Pathfinder и Eskimo качват 312 членове на екипажа на крайцера. Поставените взривни заряди не успяват да потопят крайцера, за това разрушителя Pathfinder го довършва с торпедо. Крайцерът потъва в района на тунизийския нос Кап Бон при град Келибия в точката с координати 36°50′ с. ш. 11°10′ и. д. / 36.833333° с. ш. 11.166667° и. д..
Останалите членове на екипажа успяват да се доберат до брега на Тунис, където те са интернирани от Вишиските власти и се намират в лоши условия до нахлуването на съюзниците в Северна Африка.

## Последствия
Капитанът на крайцера, Харолд Дрю, е предаден от Адмиралтейството на военнополевия съд с обвинението, че корабът, намиращ се на вода, е бил способен да достигне неутрално пристанище в Северна Африка. Дрю е признат за виновен, получава присъда и е уволнен от военна служба. Но решението е и си остава спорно. Корабът е прекалено силно повреден и както справедливо се опасява капитана, в т.ч. и според показанията на РЛС, е могло да попадне в ръцете на противника.

## Коментари
1. ↑  Всички данни се привеждат към 1939 г.